# 池田輝廉
池田 輝廉（いけだ てるきよ）は、江戸時代中期の備中国生坂藩の世嗣。官位は従五位下・大隅守。

## 略歴
初代藩主・池田輝録の次男として誕生。母は石原氏。初名は輝致（てるむね）。
生坂藩嫡子として育ち、元禄9年（1696年）徳川綱吉に御目見した。元禄15年（1702年）叙任するが、宝永3年（1706年）に20歳で早世した。
代わって、本家岡山藩主・池田綱政の次男・池田軌隆の長男である政晴が養子に迎えられ、嫡子となった。